# العائلة 1

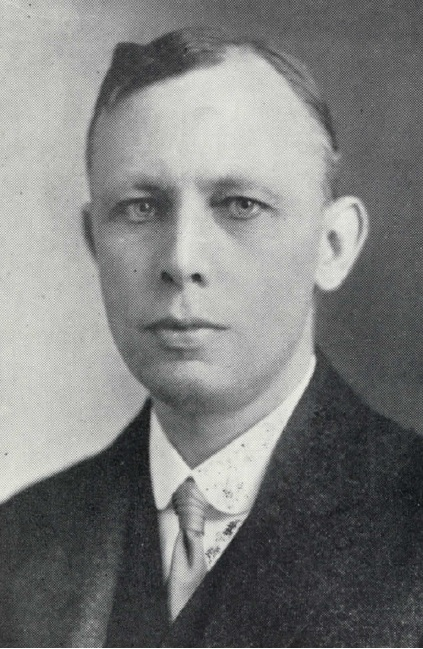

العائلة 1 أو مجموعة ليك (Lake Group) يرمز لها f1 هي مجموعة من مخطوطات الأناجيل اليونانية تعود للقرون 12 إلى 15 ولها نموذج مميز من القراءات. أطلق عليها العائلة 1 نسبة لمخطوطة الأحرف الصغيرة 1 الموجودة الآن في بازل.
وضعت قائمة ألاند العائلة في الصنف الثالث بالنسبة للأناجيل وفي الصنف الخامس لغير الأناجيل.
اكتشفت عائلة المخطوطات 1 سنة 1902 عندما طبع كيرسوب ليك المخطوطة 1 للأناجيل وحليفاتها (118، 131، 209)، وأكد وجود عائلة نصية جديدة. ضمت مجموعة المخطوطات هذه أربع مخطوطات أحرف صغيرة (1، 118، 131، 209)، وأضيفت مخطوطات أخرى لها لاحقا.
أهم ميزة لهذه المخطوطات وضعها يوحنا 7: 53 – 8: 11 بعد يوحنا 21: 25، وتحوي أيضا ملاحظة هامشية تعترض على أصالة ومصداقية مرقس 16: 9-20. وفي مرقس 6: 51 غيرت كلمة εξίσταντο إلى εξεπλήσσοντο بشكل يخالف كل المخطوطات الأخرى.
حسب ستريتر وبالاعتماد على معلومات كيرسوب ليك فإن هذه العائلة مع العائلة 13 والمخطوطة كوريديثيانوس Θ ومخطوطات الأحرف الصغيرة 28، 565، 700 والنسخ الأرمينية والجوروجية كلها بقايا لما سماه النص القيصري وتختلف بمزياياه عن النصوص البيزنطية والغربية والإسكندرية التي كانت معروفة حينها.

## مواقع خارجية
- Family 1 at the Encyclopedia of Textual Criticism